# Cucullia argentea
Ne doit pas être confondu avec Cucullia artemisiae (la Noctuelle de l'armoise).
Espèce
Cucullia argentea, la Noctuelle argentée, est une espèce d'insectes lépidoptères (papillons) de la famille des Noctuidae.

## Distribution
Eurasiatique : de l'Espagne et de la Scandinavie jusqu'à l'est de l'Asie. Localisée en France : littoral languedocien.

## Description
Papillon d'une envergure de 33 à 40 mm environ ; dessus blanc argenté orné d'un réseau de bandes vertes à l'aile antérieure. 
Chenille vert terne avec des lignes dorsales jaunâtres et des taches rosées sur les flancs.

## Plantes hôtes
La chenille se nourrit de fleurs ou de graines de diverses espèces d'armoises (Artemisia vulgaris, Artemisia campestris).

## Phénologie
Vol de juin à août en une génération.

## Biotope
En France : bords d'étangs littoraux, arrière-dunes et probablement dans des friches sablonneuses.